# Manikliyu
Manikliyu is een bestuurslaag in het regentschap Bangli van de provincie Bali, Indonesië. Manikliyu telt 1444 inwoners (volkstelling 2010).